# Duhoborok
A duhoborok vagy dukhoborok  (orosz: духоборы; духоборцы = lélekharcosok, a Lélek harcosai) az orosz "szellemi keresztények" egyik vallási mozgalma volt. Eredetük ismeretlen. Az első írott források róluk 1700 körüliek, de néhány kutató korábbra teszi az eredetüket. Az ortodox egyház és a világi hatóságok üldözték őket.

## Nevük
Magukat Isten népének vagy egyszerűen csak keresztényeknek nevezték, a duhobor nevet az ellenfeleik adták nekik.
A dukhobor nevet először Духоборцы (kb. "Lélek-birkózók") formájában 1785 körül használta Jekatyerinoszlav érseke. 
Szándéka az volt, hogy gúnyolódjon róluk, mint a Szentlélek elleni harcosok (Святой Дух); de később, körülbelül a 19. század elején a szakadárok felvették ezt a nevet, rövidebb formában, dukhoborü (Духоборы), utalva arra, hogy ők nem a Lélek ellen harcolnak, hanem együtt a Lélekkel.

## Történetük

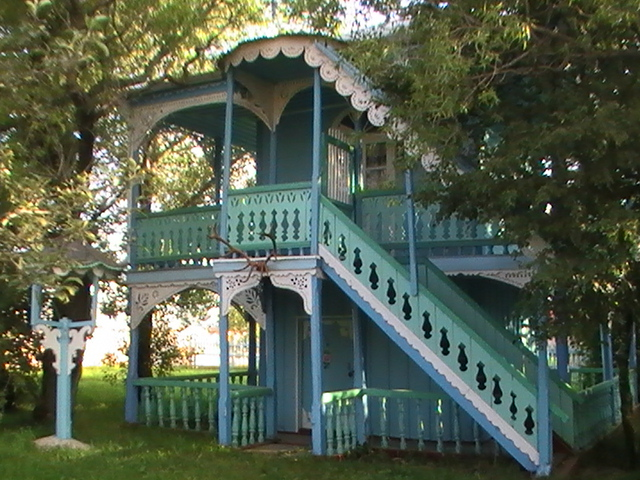
Duhobor istentiszteleti hely Grúziában

Először talán a Harkov környékén élő parasztság körében jelentek meg, majd Oroszország sok tartományában feltűntek, a Kaukázus vidékén is.
Az orosz cárok többször száműzték és deportálták őket, és a katonai szolgálat megtagadása miatt szigorúan eljártak velük, így a 19. század második felében Oroszországot tömegesen hagyták el, főleg Grúziába és Örményországba menekülve.
A dukhoborok erőszakmentes ellenállása nemzetközi figyelmet keltett, és az orosz birodalmat bírálták a vallási kisebbség kezelése miatt. Lev Tolsztoj is pártfogolta őket, hogy a még otthon maradtak kivándorolhassanak. 1897-ben az orosz kormány beleegyezett abba, hogy elhagyhassák az országot, bizonyos feltételek mellett:
- soha nem térhetnek vissza;
- saját költségükön kell kivándorolniuk;
- a Szibériában börtönben vagy száműzetésben levő közösségi vezetőknek a büntetésüket le kell szolgálniuk, mielőtt elmehetnének.[6]

A kivándorlók közül sokan először Ciprusra mentek, amely azonban nem tudott nagyobb migrációt befogadni. Hamarosan Kanada földterületet, szállítást és segítséget nyújtott nekik, így a kivándorlók zöme oda került, ahol leszármazottaik a mai napig is élnek.

## Nézeteik, életvitelük
Ideológiailag közel álltak az angol kvékerekhez. Egy lépéssel tovább mentek a bibliai kinyilatkoztatáson, és azt tanították, hogy az élet igéit minden lelki keresztény a szívében hordja. Ezen az alapon a hivatalos egyház külsőségeivel is szakítottak.
Jézus Krisztust jó embernek tartották, az istenfiúságot pedig kiterjesztették minden igaz keresztényre, azaz aki őszintén hisz Istenben és szereti őt, az éppúgy Isten Fia, mint Jézus volt. Meg voltak győződve arról, hogy senki sem igényel közvetítőt Isten és ember között, mert minden embernek van egy isteni része.
Elutasították az eredeti bűn tanát, továbbá a katonai szolgálatot és az esküt. Az emberek egyenlőségét vallották; így a cár is olyan ember, mint a többi. Az emberiség igazi atyja Isten, akitől a lelke, igazi anyja föld, melyből teste származik.
Hittek a lélekvándorlásban és a keresztény dogmákat allegorikusan magyarázták.
Közösségi ügyeiket a "vének" gyülekezete szabályozta.

## Fordítás
- Ez a szócikk részben vagy egészben  a   Doukhobors című angol Wikipédia-szócikk fordításán alapul.  Az eredeti cikk szerkesztőit annak laptörténete sorolja fel. Ez a jelzés csupán a megfogalmazás eredetét és a szerzői jogokat jelzi, nem szolgál a cikkben szereplő információk forrásmegjelöléseként.
- Ez a szócikk részben vagy egészben  a(z)   Духоборы című orosz Wikipédia-szócikk fordításán alapul.  Az eredeti cikk szerkesztőit annak laptörténete sorolja fel. Ez a jelzés csupán a megfogalmazás eredetét és a szerzői jogokat jelzi, nem szolgál a cikkben szereplő információk forrásmegjelöléseként.